# Fiat Oltre
Fiat Oltre es un todo terreno concepto de la marca italiana Fiat, presentado en el año 2005 en el Salón del Automóvil de Bolonia, basado en un vehículo realizado por Fiat e Iveco para los ejércitos de Italia y Gran Bretaña.

## Características

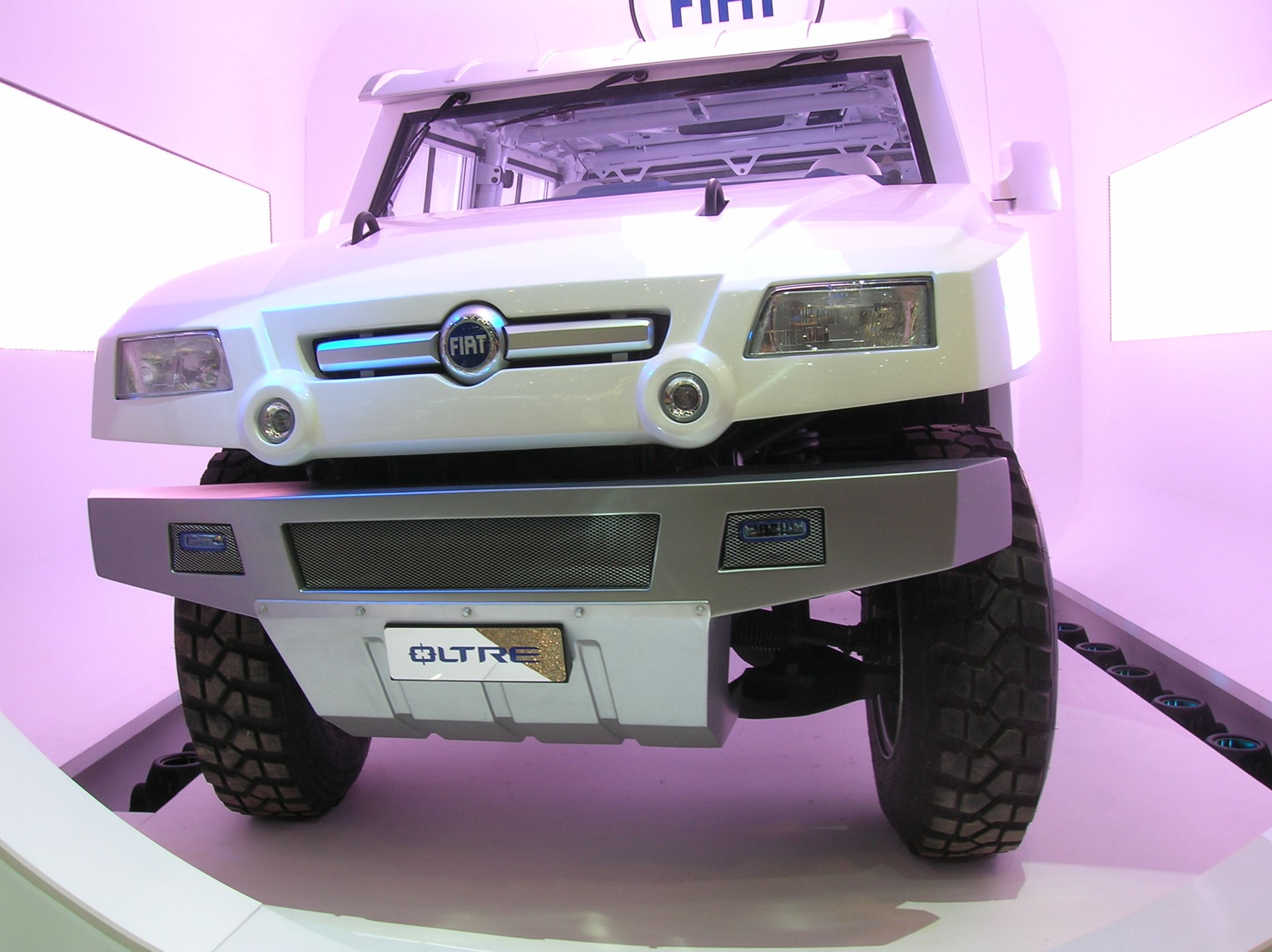
Vista frontal del Fiat Oltre

El Fiat Oltre deriva del Iveco LMV (Light Multirole Vehicle), el último vehículo militar todo terreno de Fiat que incorpora características que le han permitido ganar el FCLV (Future Command and Liaison Vehicle) de contrato para el ejército británico e italiano.
Sus dimensiones son considerables: 4,87 m de largo, 2,05 de alto, 2,2 de ancho, una batalla de 3,23 y 50 cm de distancia al suelo. El peso del vehículo es de 4 toneladas sin carga y una capacidad máxima de carga de 3,5 toneladas. La estructura tubular sobre la cabina mejora la solidez de todo el vehículo, además de disponer de una barra antivuelco completa dentro de la cabina.
Su motor es un Iveco F1C Common rail diésel, de 3.000 cc y 185 CV y un par máximo de 456 Nm a 1800 rpm, combinado con una transmisión automática de seis velocidades, Obteniendo una velocidad máxima de más de 130 km/h.
El vehículo dispone de tracción permanente a las cuatro ruedas y un sistema de suspensión independiente de alta eficiencia con muelles helicoidales y amortiguadores coaxiales. La suspensiones son regulables en altura, pudiendo superar desniveles con inclinación lateral del 40% o longitudinal del 80% y gracias a su sistema de tracción integral con tres diferenciales autobloqueables electrónicamente puede subir pendientes de hasta 85 grados.
Tiene capacidad para 4 o 5 personas, según la configuración. En el modelo presentado en el Salón de Bolonia se han incluido elementos especiales, como unos asientos deportivos o un equipo multimedia.